# Bussy-en-Othe
Bussy-en-Othe là một xã của Pháp,tọa lạc ở tỉnh Yonne trong vùng Bourgogne. Bussy-en-Othe có diện tích 56,5 km2, dân số năm 1999 là 829 người. Xã này nằm trên độ cao từ 100–266 m trên mực nước biển.

## Thông tin nhân khẩu
| Năm | 1962 | 1968 | 1975 | 1982 | 1990 | 1999 |
| --- | ---- | ---- | ---- | ---- | ---- | ---- |
| Dân số | 661  | 717  | 743  | 822  | 812  | 829  |
| From the year 1962 on: No double counting—residents of multiple communes (e.g. students and military personnel) are counted only once. |      |      |      |      |      |      |